# Jupânești (gmina)
Jupânești – gmina w Rumunii, w okręgu Gorj. Obejmuje miejscowości Boia, Jupânești, Pârâu Boia, Vidin i Vierșani. W 2011 roku liczyła 2072 mieszkańców.